# Полицијска академија (филм)
Полицијска академија (енгл. Police Academy) је америчка комедија, из 1984, режисера Хјуџа Вилсона, са Стивом Гутенбергом, Ким Катрал, Бабом Смитом, Дејвидом Графом, Џорџом Гејнсом и Мајклом Винслоуом, у главним улогама.

## Радња
Дана 4. марта 1984. нова градоначелница, Мери Сју Бил, издала је декрет којим се захтева да сви буду примљени на полицијску академију, без обзира на физичке карактеристике. Сада ни висина, ни тежина, ни пол, ни образовање, ни лоше здравствено стање не могу бити препрека за упис на академију. Одмах су се пријавиле стотине људи који то нису могли ни да сањају. Руководство полиције је било збуњено.
Једном од главних ликова, Керију Махонију, понуђено је да уђе у полицијску академију као алтернативу затвору, где би отишао да истражитељ, капетан Рид, не познаје његовог оца. Махони је дошао до станице по поломљени аутомобил свог клијента. Капетан Рид упозорава Махона да би могао бити избачен, али ако оде, одмах ће отићи у затвор. Махони пристаје на понуду да оде на академију, под претпоставком да ће бити избачен са академије одмах првог дана. У пратњи њега на академији су његов случајни познаник из полицијске станице, чаробњак за звучне ефекте Ларвел Џоунс, мишићави афроамерички цвећар Мосес Хајтауер, стидљива и скромна Лаверн Хукс, непобедиви херој Јуџин Таклбери, мачо Џорџ Мартин и женскарош , расејаног и неспретног Дагласа Факлера и симпатичног дебељка Лесли Барбаре. Официри, који се не слажу са одлуком градоначелника да све поведе на академију, одлучују да првог дана не протерују кадете, већ их једноставно својом вољом доведу да напусте академију.
Махони одмах покушава да се избаци. Да би то урадио, под маском инструктора, почиње безобразно да гњави једну од кадеткиња Карен Томпсон, захтевајући од ње да подигне сукњу. Затим, приликом поделе обрасца, упознавши Барбару, шаље га у ректоров дом по формулар.
У међувремену, инструктор поручник Харис тражи од двојице кадета Копленда и Бленкса да му помогну да се реши нежељених кадета, и за то их поставља за вође водова. Они се радо слажу.
Ускоро почиње напорна обука кадета. Инструктори поручник Харис и наредник Калахан исцрпљују кадете свом снагом, претварајући њихове животе у муку. Међутим, чак и током часа Махони покушава да изиграва Хариса, али он одмах одговара да ако Махони жели да буде искључен, онда неће успети. Затим Махони одлази код ректора академије Ерика Ласарда и директно тражи да га избаци. Али испоставило се да је Ласард обећао капетану Риду да неће избацити Махонија са академије и, штавише, уместо прописаних 14 недеља наставе, задржаће га на академији све 24 недеље. Махони схвата да је у суштини у затвору. Ипак, не одустаје и током следећег тренинга маже Харисов мегафон лаком за ципеле. Харис то не примећује и, вичући на Махонија преко мегафона, размазује му усне, након чега одлази до Ласарда, који му се, угледавши поручника, смеје. Касније, схвативши шта се дешава, Харис тера Махонија, под надзором Коупленда и Бленкса, да трчи ноћу до потпуног изнемоглости. Убрзо сукоб између Хариса и Махонија долази до тачке када Харис позива капетана Рида и наређује Махонију да затражи од Рида да га избаци. Међутим, Махони, који је почео да осећа симпатије према Томпсону, одбија, због чега му Харис овога пута наређује, опет под надзором Коупленда и Бленкса, да ради склекове на киши. 
Ускоро први викенд. Харис, сумњајући да ће кадети организовати забаву, наређује Копленду и Бленксу да сазнају где ће она бити и позову га када кадети почну да се понашају лоше. Копленд и Бленкс приморавају Барбару да пита Махонија где ће бити забава. Међутим, Махони, сумњајући да нешто није у реду, назива Блу Ојстер бар местом забаве. Када Коупленд и Бленкс оду тамо, испоставило се да је то геј бар и локални медведи их терају да плешу са њима цео викенд. Док сви остали кадети праве забавну забаву, на којој се развија романса између Махонија и Томпсона.
Након повратка на академију, љути Копленд и Бланкс одлучују да се освете Барбари и доведу проститутку (коју глуми бивша порно звезда Џорџина Спелвин) у његову собу. Збуњена, Барбара позива Махонија у помоћ, а он одводи проститутку у скупштинску салу и сакрива је у подијуму, говорећи да долази клијент. У овом тренутку у салу улази Ласард, који уводи одређену делегацију у академију, што приморава Махонија да се сакрије са проститутком на подијуму. У овом тренутку, Ласард стоји иза подијума и почиње презентацију. У овом тренутку, проститутка се нагиње са говорнице и почиње да пуше Ласарду, што је ректора посрамило. Након што је презентација завршена, Ласард види Махонија како пузи са подијума, због чега се још више постиде. Међутим, Махонијеве лудости остају некажњене.
У међувремену, кадети настављају обуку и усавршавају се. Махони мења своју позицију и сада жели да буде полицајац. Убрзо кадети крећу у своју прву патролу. Махони се вози са Харисом. Док су у патроли, дешава се несрећни инцидент: Махони и Харис заглаве у саобраћајној гужви изазваној несрећом. Харис, покушавајући да дође до места несреће, краде мотоцикл. Међутим, великом брзином се забија у аутомобил и улете право у леђа коња у задњем делу једног од камиона. Касније у формацији, Харис примећује како се сви кадети, па чак и Калахан, гуше од смеха, иако Махони тврди да никоме није рекао.
Ускоро ће доћи време за ваш возачки испит. Хајтауер тражи од Махонија да га научи да вози. Заједно краду Коплендов ауто и иду на тренинг у град. Хајтауер брзо научи да вози аутомобил и на крају вешто избегне полицијску потеру, а следећег дана бриљантно положи испит. Међутим, следећи – Хукс – случајно прегази Коплендове ноге током испита, а он је, у налету беса, грубо прозива. Бесан, Хајтауер одлази до Коупленда, који се од страха крије у аутомобилу, али Хајтауер преврће ауто, због чега га Харис протерује, а Хајтауер се враћа свом претходном послу цвећара. Убрзо, Копленд и Бланкс проналазе Коплендов покварен ауто и, схватајући да је Махони крив за све, покушавају да реше ствари са њим у трпезарији. Међутим, Барбара помаже Копленду, који тацном погађа Коупленда у лице, након чега се Махони и Бланкс туку. Харис тада покушава да открије ко је започео тучу, а Махони, не желећи да подметне Барбари, преузима контролу. Харис, са великом радошћу, искључује Махонија са академије.
У међувремену, Факлер, док патролира у једном од неповољних делова града, избацује јабуку која му се није допала, што једног од насилника погоди у главу, што на крају прерасте у нереде. Кадети су одведени у приправност на свој први задатак - да патролирају подручјем немира. Међутим, грешком Ласарда, који је помешао бројеве, кадети су доведени у апсолутно тихо и мирно место и, штавише, подељени су у парове. Убрзо на ово подручје долази гомила агресивних људи. Махони, Џонс и Мартин, бежећи од гомиле, крију се у Ласардовом ауту и успевају да оду. У то време, у другом делу округа, један од разбојника отима Копленду и Бланксу њихове револвере. Копленд и Бланкс, бежећи из гомиле, поново случајно налете на Плаву Остригу. Насилници узимају Хариса за таоца. Након тога, разбојник, који је узео револвере од Коупленда и Бланкса, са Харисом се пење на кров зграде и пуца на Калахана, Томпсона и Хукса. Убрзо Ласард, Махони, Џонс и Мартин долазе до овог места. Махони, под мецима, трчи у зграду и пење се на кров. Међутим, бандит, држећи Хариса на нишану, приморава Махонија да положи оружје и сада има 2 таоца. У овом тренутку на крову се појављује Хајтауер, који лукаво уљуљкава будност разбојника, након чега снажним ударцем спушта изгредника низ степенице, где га Хукс хапси.
Махони и Хајтауер су враћени на академију и добијају врхунске почасти. Током Махонијевог говора, иста проститутка неочекивано искаче са говорнице и почиње да пуши Махонију. Обесхрабрено, Махони гледа у Ласарда који стоји поред њега. Окреће главу. Филм се завршава дефилеом кадета. 

## Улоге
| Глумац           | Улога                 |
| ---------------- | --------------------- |
| Стив Гутенберг   | Кадет Кери Махони     |
| Ким Катрал       | Кадет Карен Томпсон   |
| Баба Смит        | Кадет Моусис Хајтауер |
| Џ. В. Бејли      | капетан Херис         |
| Џорџ Гејнс       | командант Ерик Ласард |
| Лесли Истербрук  | наредник Калахан      |
| Донован Скот     | Кадет Лесли Барбара   |
| Мајкл Винслоу    | Кадет Ларвел Џонс     |
| Ендру Рабин      | Кадет Џорџ Мартин     |
| Дејвид Граф      | Кадет Еуген Таклбери  |
| Брус Малер       | Кадет Даглас Факлер   |
| Мерион Рамзи     | Кадет Лаверн Хукс     |
| Брент Фон Хофман | Кадет Кајл Бленкс     |
| Скот Томпсон     | Кадет Чед Копланд     |